# メレット・オッペンハイム
メレット・オッペンハイム（Meret Oppenheim、1913年10月6日 - 1985年11月15日) は、スイスの芸術家、画家、写真家。シュルレアリスムやダダに参加した女性アーティストとして知られる。

## 略歴
1913年に、ベルリンに生まれた。父親はユダヤ系ドイツ人、母親はユダヤ系スイス人であった。
18歳の時に、パリのグランド・ショミエール・アカデミー (en)に入学。アルベルト・ジャコメッティやジャン・アルプ、マン・レイなどに出会い、シュルレアリスム運動に参加した。マン・レイの写真集のためにヌードモデルになった。ジャコメッティやアルプとは合同で展覧会も開催し、オッペンハイムは1960年までその展覧会に協力していた。国際的なシュルレアリストの展覧会にも積極的に参加し、ロンドン、パリ、メキシコ、ニューヨーク、リヨンなど各都市での展示を行った。
1985年にバーゼルで死去。
オッペンハイムが残した有名なフレーズに「誰もあなたを自由にはしない、そのことを理解せねばならない」（Nobody will give you freedom, you have to take it.）がある。

## 作品
オッペンハイムの作品で最も知られているのは『毛皮の朝食』（1936年）である。これはカップやソーサー、スプーンをガゼルの毛皮で包んだオブジェで、シュルレアリスムのオブジェとして最もよく知られているもののひとつである。この作品は、ニューヨークの近代美術館に収蔵されている。